# Dina blevo vi som späda
Dina blevo vi som späda är en konfirmationspsalm av Erik Natanael Söderberg. Melodin är en tonsättning med förmodat svenskt ursprung från 1697 som ursprungligen användes till psalmen "När jagh nu min böön uthgiuter" sedermera bearbetad till Lova vill jag Herran, Herran. Kompositionen saknas i utländska källor. Enligt Koralbok för Nya psalmer, 1921 och 1921 års koralbok med 1819 års psalmer är det samma melodi till psalmerna Hjälp mig, Jesu, troget vandra (1819 nr 203), Stilla jag min blick vill fästa (nr 275) och Hälsans gåva, dyra gåva (nr 369).

## Publicerad som
- Nr 565 i Nya psalmer 1921, tillägget till 1819 års psalmbok under rubriken "Kyrkan och nådemedlen: Ordets ämbete och församlingslivet: Ungdomens konfirmation och första nattvardsgång".
- Nr 232 i Finlandssvenska psalmboken 1986 med titeln "Dina blev vi ren som späda" under rubriken "Konfirmation".